# PalaRogai
Il PalaRogai (conosciuto anche come Pattinodromo Maliseti) è un palazzo dello sport di Prato.
Sostituì il vecchio Pattinodromo di Maliseti.